# 진 베리

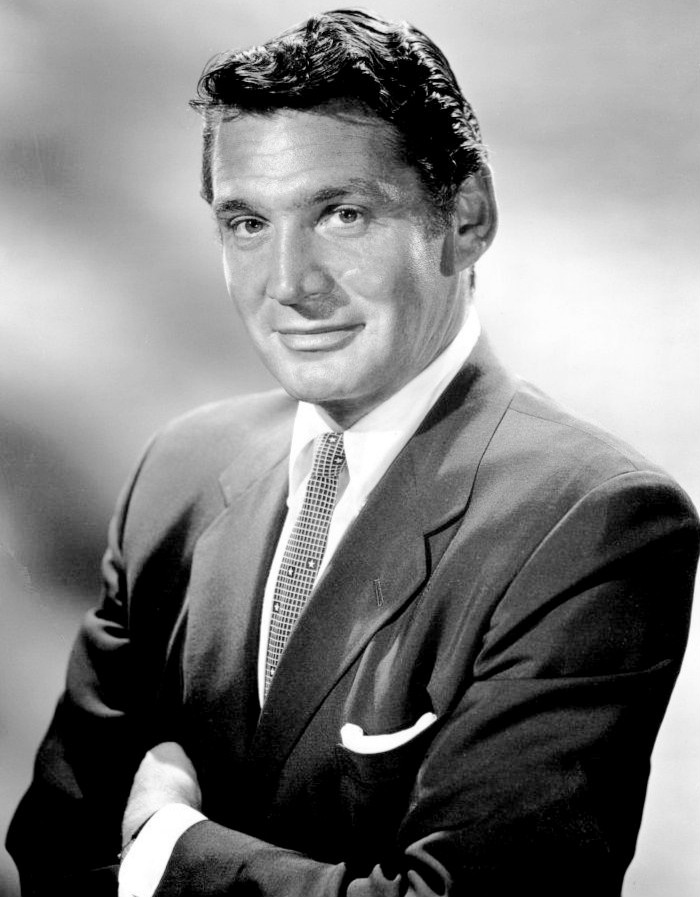

진 베리(Gene Barry, 1919년 6월 14일 ~ 2009년 12월 9일)는 미국의 배우, 연극 배우, 텔레비전 배우, 영화배우, 각본가, 영화 프로듀서이다.
뉴욕에서 태어났으며 우들랜드힐스에서 사망하였다. 사인은 심부전이다.

## 영화
- 우주 전쟁 (2005년)
- 디즈 올드 브로드 (2001년)
- 도박사 4 (1991년)
- 운명의 시계 바늘 (1989년)
- 꿈꾸는 낙원 (1978년)
- 사랑의 유람선 (1977년)
- 미녀 삼총사 - TV 시리즈 (1976년)
- 프리스크립션: 머더 (1968년)
- 썬더 로드 (1958년)
- 27번째 날 (1957년)
- 40정의 총 (1957년)
- 레드 가터스 (1954년)
- 도즈 레드헤즈 프럼 시애틀 (1953년)
- 우주 전쟁 (1953년)
- 아토믹 시티 (1952년)